# Станіславський феномен
Станіславський феномен (іноді — Станіславівський феномен, Івано-Франківський феномен) ― умовна назва культурно-літературного явища, що виникло наприкінці 1980-х — на початку 1990-х років в Івано-Франківську (до 1962 року Станіслав). Це коло митців, зокрема прозаїків, поетів, есеїстів, об’єднаних спільним західним постмодерністським баченням, стало символом оновлення української літератури в добу після розпаду СРСР.
Термін увів Володимир Єшкілєв у 1992 році під час виставки «Рубероїд» у Пасажі Гартенбергів.

## Представники
Найчастіше до феномену зараховують таких авторів: Юрій Андрухович, Тарас Прохасько, Юрій Іздрик, Володимир Єшкілєв, Анна Кирпан, Володимир Мулик та інших. Вони публікувались у часописі «Четвер», який став головною трибуною Станіславського феномену.
| Портрет | Митець                     | Дата народження |
| ------- | -------------------------- | --------------- |
|         | Андрухович Юрій Ігорович   | 13 березня 1960 |
|         | Петросаняк Галина Іванівна | 1969            |
|         | Іздрик Юрій Романович      | 16 серпня 1962  |
|         | Єшкілєв Володимир Львович  | 23 травня 1965  |
|         | Прохасько Тарас Богданович | 16 травня 1968  |

## Ознаки та естетика
Серед характерних рис феномену: стильовий еклектизм, деконструкція літературних традицій, інтертекстуальність, іронія, маргінальний герой, відмова від авторського всемогуття, а також глибоке зацікавлення міфологією Центральної Європи та Галичини. За словами Тараса Прохаська, феномен став частиною історії літератури — це локалізований у часі (1988–1994) вибух, який сформував нову віху української прози. Автори репрезентували унікальне поєднання галицької історичної пам’яті з західноєвропейськими інтелектуальними та культурними впливами. Вони демонстрували свідому відмову від соцреалістичного канону, який панував у радянській Україні, та опанували постмодерні інструменти — цитатність, гротеск, карнавалізацію, метафікцію, ігрову структуру тексту.
|                                              | Лише в Станіславі міг статися такий збіг обставин, як позитивних — достатній культурний шар, досвід співжиття різних європейських культур, своєрідна архітектурна оболонка, що є „носієм пам’яті”, так і неґативних — демографічний вибух тих років, зміна соціального та етнічного складу, що призвели до змін ціннісних орієнтирів». Тобто, з одного боку, Івано-Франківськ глибоко провінційний, етнічно знівечений і соціально неоднорідний, а з другого, попри все це нечисленна ініціативна група спромоглася відвоювати місце у «вищій лізі» сучасних мистецьких перегонів. |
| — Ігор Панчишин, альманах «Перший відмін ок» | |

## Мистецький вимір
Феномен не обмежувався лише літературою. У 1989 році у Франківську з'явилась перша міжнародна бієнале на території України — «Імпреза», яка тривала до 1997 року. До художників-учасників належали Михайло Вітушинський, Ігор Панчишин, Микола Яковина, Анатолій Звіжинський, Мирослав Яремак та інші.